# شوگار ری لئونارد
شوگار ری لئونارد (انگلیسی: Sugar Ray Leonard؛ زادهٔ ۱۷ مهٔ ۱۹۵۶) یک بوکسور اهل ایالات متحده آمریکا است.
وی برنده مدال طلا وزن ۶۳٫۵ کیلوگرم بوکس در بازی‌های المپیک تابستانی ۱۹۷۶ شده است، لئونارد در فیلم مشت‌زن به عنوان بازیگر به ایفا نقش پرداخته است.